# David Oyelowo
David Oyetokunbo Oyelowo(Oxford, Inglaterra; 01 de abril de 1976) é um ator, diretor e produtor britânico-nigeriano.

## Biografia
Oyelowo nasceu em Oxford, Inglaterra, filho de pais nigerianos. Sua mãe trabalhava na British Rail,e seu pai, Stephen, trabalhava em British Airways. Ele é casado com a atriz Jessica Watson , com quem tem quatro filhos. Eles vivem em Los Angeles.
Atuou nos filmes Rise of the Planet of the Apes(2011), Middle of Nowhere (2012), Lincoln (2012), e ganhou elogios por retratar Louis Gaines em The Butler (2013). Na televisão, ele fez o oficial Danny Hunter na série britânica de Spooks (2002-04), e a partir de 2014, prevê a voz de Segurança imperial Bureau agente Kallus na série animada Star Wars Rebels; Em 2014, interpretou Martin Luther King Jr.. no filme Selma (filme) , pelo qual recebeu uma nomeação Golden Globe Award para Melhor Ator (Drama),e venceu varios outros prêmios.
Oyelowo também está programado para estrelar com Lupita Nyong'o em Americanah , um filme a ser adaptado a partir do Chimamanda Ngozi Adichie romance. A história segue um par de jovens imigrantes nigerianos que enfrentam uma vida de luta, enquanto seu relacionamento duradouro.
Em 2014, ele foi escalado para fazer o papel principal no filme Selma , interpretando o ativista dos direitos civis Martin Luther King, Jr. O filme, baseado na marcha dos direitos de voto ,ma cidade de  Montgomery, tinha sido originalmente previsto para ser dirigido por Lee Daniels , mas o projeto foi abandonado por Daniels para que ele pudesse filmas The Butler.
Oyelowo foi apontado Oficial da Ordem do Império Britânico (OBE) nas honras de ano novo de 2016 por seus serviços ao drama.

Em 2012, Oyelowo apareceu em Middle of Nowhere.
Escrito por Ava Duvernay que tinha sido um fã do seu trabalho e tinha considerado para assumir o papel. O filme estreou no Sundance Film Festival . Naquele mesmo ano, apareceu em The Paperboy ,que competiu pela Palma de Ouro no Festival de Cannes. Em dezembro de 2009, ele desempenhou o papel principal  na adaptação da BBC Little Beach'.Em março de 2010 ele fez o papel de Keme Tobodo em série de drama da BBC Blood and Oil.
Ele já apareceu em filmes como The Help,Lincoln,A Most Violent Year,Interstellar,Middle of Nowhere e Selma (filme). Selma lhe rendeu aclamação da crítica,e indicações a prêmios como Golden Globe Awards de Melhor Ator Principal em Filme Dramática, Chicago Film Critics Association Award de Melhor Ator Principal,Critics' Choice Movie Award de Melhor Ator Principal, Satellite Awards de Melhor Ator Principal,Independent Spirit Awards de Melhor Ator Principal,Washington D.C. Area Film Critics Association de Melhor Ator Principal.

## Carreira

### No cinema
| Ano  | Titulo                         | Papel                      | Notas |
| ---- | ------------------------------ | -------------------------- | --- |
| 2001 | Dog Eat Dog                    | CJ                         | |
| 2005 | A Sound of Thunder             | Payne                      | |
| 2005 | The Best Man                   | Graham                     | |
| 2005 | Derailed                       |                            | |
| 2006 | As You Like It                 | Orlando Boys               | |
| 2006 | The Last King of Scotland      | Dr. Junju                  | |
| 2008 | Who Do You Love?               | Muddy Waters               | |
| 2008 | A Raisin in the Sun            | Joseph Asagai              | |
| 2009 | Rage                           | Homer                      | |
| 2011 | Rise of the Planet of the Apes | Steven Jacobs              | |
| 2011 | The Help                       | Pastor Green               | |
| 2011 | 96 Minutes                     | Duane                      | |
| 2012 | Red Tails                      | Lt. Joe "Lightning" Little | |
| 2012 | The Paperboy                   | Yardley Acheman            | |
| 2012 | Middle of Nowhere              | Brian                      | Independent Spirit Awards de Melhor Ator Coadjuvante |
| 2012 | Lincoln                        | Ira Clark                  | |
| 2012 | Jack Reacher                   | Emerson                    | |
| 2013 | The Butler                     | Louis Gaines               | SAG Awards de Melhor Elenco em Cinema |
| 2014 | Interstellar                   | Principal                  | |
| 2014 | Default                        | Atlas                      | |
| 2014 | Selma (filme)                  | Martin Luther King, Jr.    | NAACP Image Awards de Melhor Ator Principal Golden Globe Awards de Melhor Ator Principal em Filme Dramático Chicago Film Critics Association Award de Melhor Ator Principal Critics' Choice Movie Award de Melhor Ator Principal Satellite Awards de Melhor Ator Principal Independent Spirit Awards de Melhor Ator Principal Washington D.C. Area Film Critics Association de Melhor Ator Principal |
| 2014 | A Most Violent Year            | Lawrence                   | |
| 2015 | Hot Pursuit                    |                            | |
| 2015 | Captive                        | Brian Nichols              | |
| 2019 | Don't Let Go                   | Jack Radcliff              | |
| 2020 | The Midnight Sky               | Comandante Tom Adewole     | |
| 2021 | Chaos Walking                  | Aaron                      | |
| 2021 | Peter Rabbit 2: The Runaway    |                            | |
| 2022 | See How They Run               | Mervyn Cocker-Norris       | Pós-produção |
| 2023 | Silo                           | Holston Becker             | |
| TBA  | Solitary                       | Chris Newborn              | Pós-produção |